# IC 911
IC 911 ist eine Galaxie vom Hubble-Typ SB0-a im Sternbild Bärenhüter am Nordsternhimmel. Sie ist schätzungsweise 427 Millionen Lichtjahre von der Milchstraße entfernt und hat einen Durchmesser von etwa 50.000 Lichtjahren. Gemeinsam mit IC 912 bildet sie ein gravitativ gebundenes Galaxienpaar.
Im selben Himmelsareal befinden sich u. a. die Galaxien IC 906, IC 910, IC 913, IC 914.
Das Objekt wurde am 17. Juni 1892 vom französischen Astronomen Stéphane Javelle entdeckt.